# جاكوب ألان ديكنسون
جاكوب ألان ديكنسون (بالإنجليزية: Jacob Alan Dickinson)‏ هو محامي وسياسي أمريكي، ولد في 20 يوليو 1911، وتوفي في 1 يونيو 1971.